# Garcinia chromocarpa
Garcinia chromocarpa är en tvåhjärtbladig växtart som beskrevs av Adolf Engler. Garcinia chromocarpa ingår i släktet Garcinia och familjen Clusiaceae. Inga underarter finns listade i Catalogue of Life.